# Sida dregei
Sida dregei är en malvaväxtart som beskrevs av Burtt Davy. Sida dregei ingår i släktet sammetsmalvor, och familjen malvaväxter. Inga underarter finns listade i Catalogue of Life.